# Cumbel
Cumbel (oficialmente hasta 1983 en alemán: Cumbels) era una comuna suiza del cantón de los Grisones, situada en el distrito de Surselva, círculo de Lumnezia/Lugnez. Limitaba al norte con la comuna de Luven, al este con Sevgein, Pitasch y Duvin, al sur con Suraua y Vella, y al oeste con Morissen. El 1 de enero de 2013 se fusionó con las antiguas comunas de Degen, Lumbrein, Morissen, Suraua, Vignogn, Vella y Vrin para constituir la nueva comuna de Lumnezia.

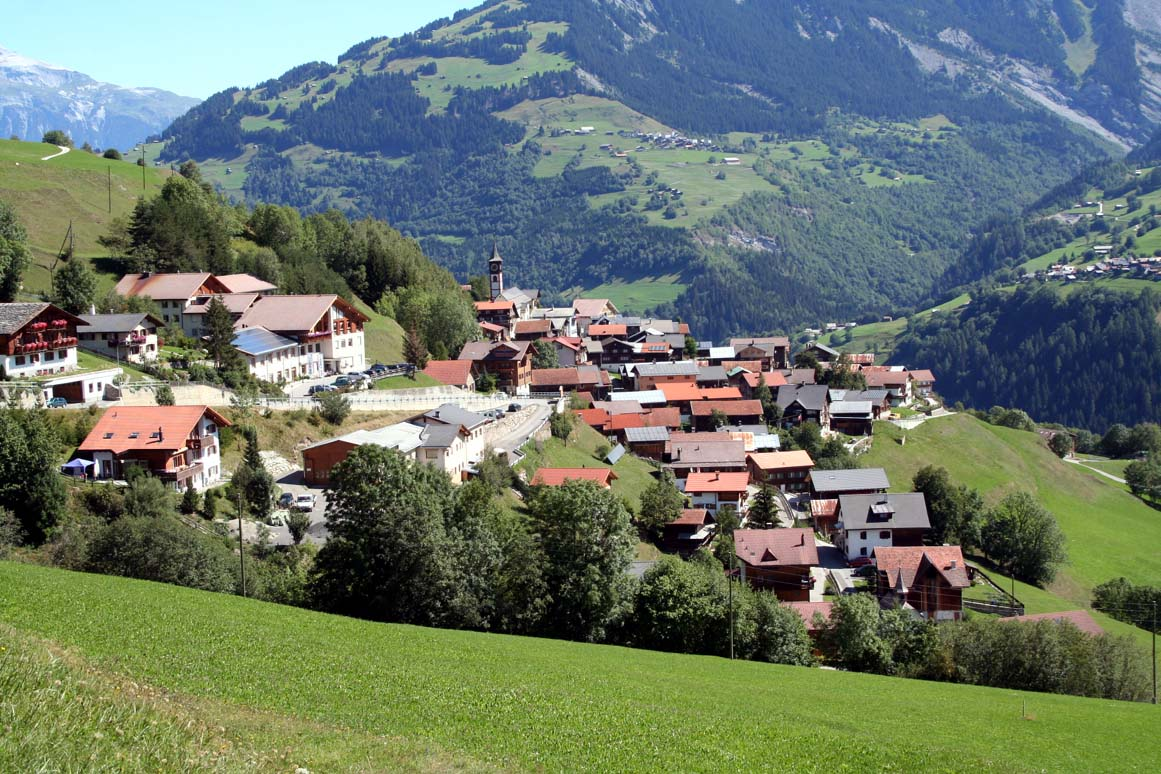
Vista de Cumbel.